# Didier Datcharry
Didier Datcharry (* 1958 in Saint-Paul-lès-Dax; † 18. August 2018) war ein französischer Jazzpianist des Swing und Mainstream Jazz.

## Leben und Wirken
Datcharry spielte zunächst mit zehn Jahren Akkordeon, bevor er erst zum Keyboard, dann zur Kirchenorgel und schließlich zum Piano wechselte. Im Hauptberuf arbeitete er zunächst als Fernseh- und Rundfunktechniker; daneben spielte er in den Jazzbands von Jacky Bérécochéa, Antoine Gastinel, Dominique Burucoa und Marc Alibert. Er besuchte dann die École Normale de Musique de Paris und war Preisträger des Concours Internationaux de l’UFAM (Union française des artistes musiciens) und der Fondation Léopold-Bellan. Seine Studien schloss er mit dem Diplom (Piano und Jazz) ab und arbeitete in den folgenden Jahren am Konservatorium in Dax und an der Musikschule von Saint-Paul-lès-Dax. Im Laufe seiner Karriere spielte er mit Jazzmusikern wie Guy Lafitte, Benny Waters, Maxim Saury, Bob Wilber, Daniel Huck, Paul Chéron, Guillaume Nouaux, Denis Leloup und Jérôme Etcheberry. In der Jazzszene des französischen Südwestens gehörte er der Big Band Côte Sud, der Tuxedo Big Band de Toulouse, dem Septett von Paul Chéron und dem Trio von Guillaume Nouaux an. Ab 2008 leitete er auch ein eigenes Pianotrio (mit Jean-Xavier Herman, Kontrabass und Marie-Hélène Gastinel, Schlagzeug). Im Bereich des Jazz war er zwischen 2010 und 2016 an fünf Aufnahmesessions beteiligt.
Zu Datcharrys musikalischen  Vorbildern zählten Monty Alexander, Erroll Garner, Oscar Peterson und Nat King Cole.

## Diskographische Hinweise
- Béré Quartet (Agorila, 1994), mit Jacky Bérécochéa, Paul Chéron, Jean-Paul Gilles, Antoine Gastinel, Sylvia Alvarez
- Rampage! : Bob Wilber and the Tuxedo Big Band of Toulouse, France, conducted by Paul Cheron (Arbors Jazz, 2011)
- Guillaume Nouaux & Tuxedo Big Band: Drumology (TBB, 2014)
- Guillaume Nouaux Trio: Here Comes the Band (GN, 2016), mit Jérôme Gatius (cl)